# Enterolobium gummiferum
Enterolobium gummiferum är en ärtväxtart som först beskrevs av Carl Friedrich Philipp von Martius, och fick sitt nu gällande namn av James Francis Macbride. Enterolobium gummiferum ingår i släktet Enterolobium och familjen ärtväxter. Inga underarter finns listade i Catalogue of Life.

## Bildgalleri

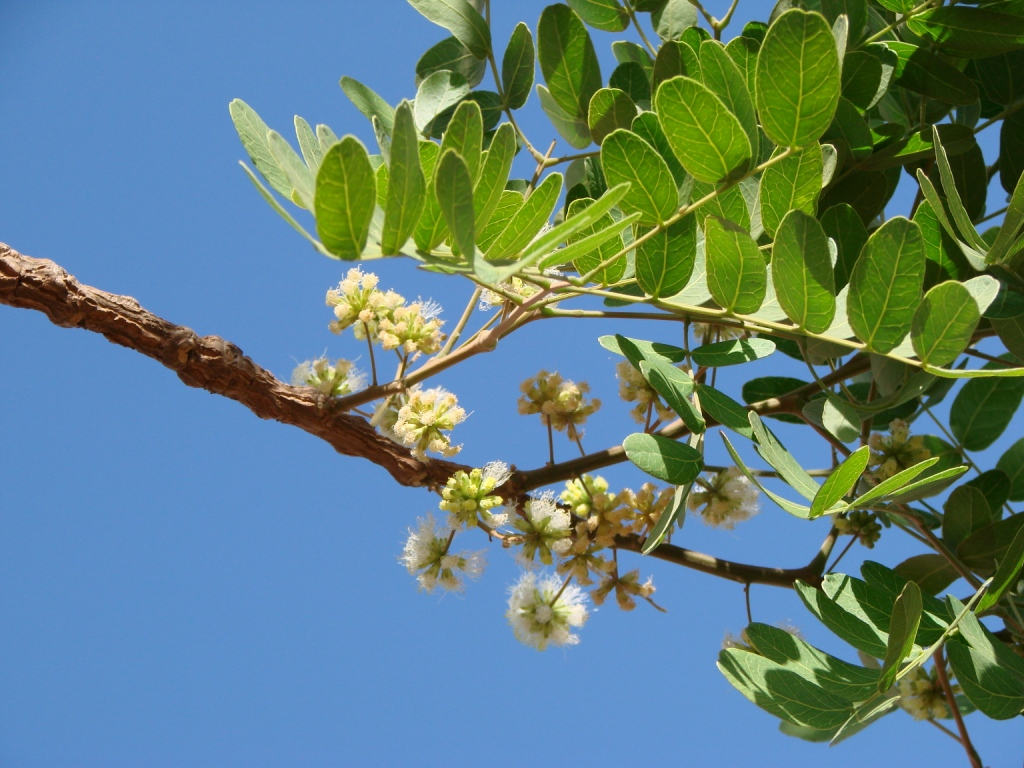